# George C. Stoney
George Cashel Stoney (* 1. Juli 1916 in Winston-Salem; † 12. Juli 2012 in New York City) war ein US-amerikanischer Dokumentarfilmer, Hochschullehrer und „Vater des Bürgerfernsehens“. Zu seinen Filmen gehören All My Babies (1953), How the Myth Was Made (1979) und The Uprising of '34 (1995). All My Babies wurde 2002 in die National Film Registry aufgenommen. Stoneys Leben und Werk waren 1999 Thema einer Festschrift der Zeitschrift Wide Angle.

## Leben
George Cashel Stoney wurde 1916 in Winston-Salem in North Carolina geboren. Er studierte Englisch und Geschichte an der University of North Carolina und machte 1937 seinen Abschluss. Später studierte er am Balliol College in Oxford und erhielt ein Film in Education Certificate der Universität London. 1938 arbeitete Stoney im Henry Street Settlement an der Lower East Side in New York City als Assistent für Gunnar Myrdal und Ralph Bunche während deren Arbeit an An American Dilemma: The Negro Problem and Modern Democracy. Außerdem war er als Publizist für die Farm Security Administration tätig und berichtete bis 1942 über die Nöte der Kleinbauern. In dieser Zeit schrieb er als Freiberufler auch für Zeitungen und Zeitschriften wie die New York Times, The New Republic, Raleigh News and Observer und Survey Graphic. Im Zweiten Weltkrieg war er als Fotograf für den Geheimdienst tätig.
1946 begann Stoney seine Tätigkeit für den Southern Educational Film Service und schrieb Drehbücher und führte Regie bei staatlichen Bildungsfilmen. In North Carolina arbeitete er für das Unternehmen 1944 an Mr. Williams Wakes up und 1951 an Tar Heel Family. Anschließend schuf er Filme für die Association of Medical Colleges und das North Carolina Film Board. 1953 arbeitete Stoney mit der Association of Medical Colleges zusammen und war bei All My Babies: A Midwife's Own Story Drehbuchautor, Regisseur und Produzent. Der Film handelt von der afroamerikanischen Hebamme Mary Francis Hill Coley, die sich um ihre Patienten kümmert und zusammen mit Ärzten und Krankenschwestern an der Förderung der Ausbildung und Zusammenarbeit in der modernen Medizin arbeitet. Der Film erhielt mehrere Auszeichnungen und wurde 2002 von der Library of Congress in die National Film Registry aufgenommen.
Ende der 1960er gründete Stoney mit George C. Stoney Associates sein eigenes Produktionsunternehmen und lehrte an der Columbia University und der Stanford University (1965–67). 1971 wurde er Professor an der Tisch School of the Arts der New York University. Von 1968 bis 1970 leitete er das Dokumentarfilm-Projekt Challenge for Change des National Film Board of Canada. Nachdem Stoney bei diesem Projekt mit Red Burns zusammengearbeitet hatte, gründeten die beiden 1972 das Alternate Media Center, in dem Bürger in der Videoproduktion für das neue Bürgerfernsehen geschult wurden. Als früher Verfechter der demokratischen Medien wird Stoney häufig als „Vater des Bürgerfernsehens“ bezeichnet.
1995 führte Stoney bei dem Film The Uprising of '34 über den Textilstreik von 1934 Regie. Für die Produktion des Films wurden über 300 Stunden Filmmaterial in Form von Interviews mit ehemaligen Arbeitern, deren Kindern und Enkeln, Organisatoren und Mühlenbesitzern und anderen vom Streik betroffenen Personen produziert.
Stoney war Mitglied des Vorstands des Manhattan Neighborhood Network (MNN) und der Alliance for Community Media (ACM).  Die ACM vergibt jährlich den George Stoney Award an eine Organisation oder Person, die einen herausragenden Beitrag zur Verbesserung der menschlichen Kommunikation geleistet hat.
Stoney starb im Alter von 96 Jahren in seiner Wohnung in New York City.

## Filmografie
- Mr. Williams Wakes Up (1944, Drehbuchautor)
- Feeling All Right! (1948, Drehbuchautor)
- Palmour Street, A Study of Family Life (1949, Drehbuchautor/Regisseur/Produzent)
- Land and Life (1949, Drehbuchautor/Regisseur/Produzent)
- A Concept of Maternal and Neonatal Care (1950, Regisseur/Produzent)
- Birthright (1951, Drehbuchautor)
- Tar Heel Family (1951, Drehbuchautor/Regisseur/Produzent)
- The American Road (1953, Regisseur)
- All My Babies: A Midwife's Own Story (1953, Drehbuchautor/Regisseur/Produzent)
- Angels with Silver Wings (1953, Drehbuchautor/Produzent)
- The Invader (1955, Regisseur)
- The Secrets of the Heart (1955)
- The Boy Who Saw Through (1956, Regisseur)
- Proud Years (1956, Drehbuchautor/Regisseur)
- Second Chance (1956)
- Hail The Hearty (1956, Produzent)
- Cerebral Vascular Disease: The Challenge of Management (1959)
- Booked for Safekeeping (1960, Drehbuchautor/Regisseur)
- The Cry for Help (1962)
- The Mask (1963)
- The Newcomers (1963)
- Under Pressure (1964)
- The Man in the Middle (1966)
- You Are on Indian Land (1969, Produzent)
- VTR St-Jacques (1969, Produzent)
- Up Against the System (1969, Produzent)
- These Are My People... (1969, Produzent)
- The Prince Edward Island Development Plan, Part 1: Ten Days in September (1969, Produzent)
- The Prince Edward Island Development Plan, Part 2: Four Days in March (1969, Produzent)
- Mrs Case (1969, Produzent)
- A Young Social Worker Speaks Her Mind (1969, Produzent)
- Occupation (1970, Produzent)
- Introduction to Labrador (1970, Produzent)
- I Don't Think It's Meant for Us (1971, Produzent)
- God Help the Man Who Would Part with His Land (1971, Regisseur)
- When I Go. That's It! (1972, Regisseur/Produzent)
- Hudson Shad (1974)
- Planning for Floods (1974)
- The Shepherd of the Night Flock (1975, Regisseur/Produzent)
- How the Myth Was Made: A Study of Robert Flaherty's Man of Aran (1978, Regisseur/Produzent)
- Acupuncture and Herbal Medicine (1978)
- In China Family Planning is No Private Matter (1978)
- The Weavers: Wasn't That a Time (1981, Produzent)
- Southern Voices: A Composer's Exploration with Sorrel Doris Hays (1985, Regisseur)
- How One Painter Sees (1988)
- We Shall Overcome (1989, Produzent)
- The Uprising of '34 (1995, Regisseur)
- Race or Reason: The Bellport Dilemma (2003, Produzent)
- What's Organic About Organic? (2010, Consulting Producer)